# 지구생명체
《지구생명체》(Earthlings)는 미국에서 제작된 숀 몬슨 감독의 2005년 다큐멘터리, 공포 영화이다. 호아킨 피닉스 등이 주연으로 출연하였고 숀 몬슨 등이 제작에 참여하였다.
이 영화의 시퀄은 2015년 유니티라는 제목으로 개봉되었다.

## 출연

### 주연
- 호아킨 피닉스

## 기타
- 공동제작: 매기 큐
- 공동제작: 페르시아 화이트